# 第56警戒群
第56警戒群（だい56けいかいぐん）は、与座岳分屯基地に所在した南西航空警戒管制団隷下の部隊である。

## 沿革
- 2017年（平成29年）07月01日： 南西航空警戒管制隊の南西航空警戒管制団への改編に伴い、「南西航空警戒管制隊第56警戒群」を「南西航空警戒管制団第56警戒群」へ改編
- 2021年（令和03年）06月末：廃止（第56警戒隊へ改編）

## 廃止時の部隊編成
- 群本部
- 監視管制隊
- 通信電子隊
- 基地業務隊

## 歴代の群司令
| 代 | 氏名   | 在職期間                        | 前職                               | 後職                     |
| -- | ------ | ------------------------------- | ---------------------------------- | ------------------------ |
|    | 針金満 | 1973年03月30日 - 1973年10月15日 | 臨時沖縄航空警戒管制隊与座分遣隊長 | 南西航空警戒管制隊副司令 |

| 代 | 氏名                   | 在職期間                                                    | 前職                                             | 後職                                  |
| -- | ---------------------- | ----------------------------------------------------------- | ------------------------------------------------ | ------------------------------------- |
|    | 正本文哉               | 0000年00月00日 - 1975年04月15日                             |                                                  | 南西航空警戒管制隊 南西防空管制群司令 |
|    | 阿部金義               | 0000年00月00日 - 1976年03月15日                             |                                                  | 南西航空警戒管制隊 南西防空管制群司令 |
|    | 渡邊利雄               | 0000年00月00日 - 1978年03月15日                             |                                                  | 航空自衛隊幹部学校学校教官            |
|    | 加藤金太               | 0000年00月00日 - 1980年03月16日                             |                                                  | 航空自衛隊第5術科学校第3分校長        |
|    | 米倉隆                 | 1980年03月17日 - 1982年08月01日                             | 南西航空警戒管制隊 南西防空管制群司令            | 統合幕僚会議事務局第3幕僚室勤務       |
|    | 西田功                 | 1982年08月02日 - 1985年07月31日                             | 航空幕僚監部監理部監理課監理班長                 | 航空自衛隊第5術科学校第1教育部長      |
|    | 山岡靖義               | 1985年08月01日 - 1987年03月15日                             | 第2高射群副司令                                  | 航空幕僚監部監理部法務課長            |
|    | 林吉永                 | 1987年03月16日 - 1988年07月31日                             | 航空幕僚監部監理部総務課渉外班長                 | 自衛隊鳥取地方連絡部長                |
|    | 戸來進                 | 0000年00月00日 - 1990年07月31日                             |                                                  | 統合幕僚学校学校教官                  |
|    | 石井健治               | 1990年08月01日 - 1992年03月15日                             | 航空自衛隊幹部学校付                             | 防衛研究所所員                        |
|    | 澤田保                 | 1992年03月16日 - 1993年07月07日                             | 航空総隊司令部勤務                               | 西部航空警戒管制団 西部防空管制群司令 |
|    | 徳田正行               | 1993年07月08日 - 1995年07月31日                             | 統合幕僚会議事務局第1幕僚室 人事計画班長         | 航空自衛隊幹部学校勤務                |
|    | 管邦彦                 | 1995年08月01日 - 1997年03月31日                             | 第5航空団基地業務群司令                          | 第5航空団付                           |
|    | 金木晴男               | 1997年04月01日 - 1998年07月31日                             | 統合幕僚学校学校教官                             | 航空安全管理隊教育研究部長            |
|    | 江崎秀文               | 1998年08月01日 - 2000年07月31日                             | 自衛隊体育学校第1教育課長                        | 航空自衛隊第5術科学校第1教育部長      |
|    | 高見守                 | 2000年08月01日 - 2002年07月31日                             | 航空総隊司令部総務部総務課長                     | 航空自衛隊幹部学校主任研究開発官      |
|    | 河野正雄               | 2002年08月01日 - 2004年07月31日                             | 航空自衛隊幹部学校勤務                           | 警戒航空隊副司令（三沢）              |
|    |                        | 0000年00月00日 - 0000年00月00日                             |                                                  |                                       |
|    |                        | 0000年00月00日 - 0000年00月00日                             |                                                  |                                       |
|    | 白川文男 （2等空佐）   | 0000年00月00日 - 2008年07月31日                             |                                                  | 航空気象群副司令                      |
|    | 桑原一矢               | 2008年08月01日 - 2010年07月31日 ※2009年01月01日 1等空佐昇任 | 航空幕僚監部装備部整備課 整備第2班長 （2等空佐） | 航空総隊司令部防衛部通信電子課長      |
|    | 鈴木憲                 | 2010年08月01日 - 2012年03月25日                             | 航空幕僚監部装備部補給課 補給第3班長             | 航空幕僚監部人事教育部 援護業務課勤務 |
|    | 定免克己               | 2012年03月26日 - 2013年03月25日                             | 統合幕僚監部運用部運用第1課勤務                  | 航空自衛隊幹部学校付                  |
|    | 小石弘文               | 2013年03月26日 - 2014年03月25日                             | 航空幕僚監部総務部会計課予算班長                 | 航空幕僚監部装備部装備課調達室長      |
|    | 井出信人 （2等空佐）   | 2014年03月26日 - 2016年07月31日                             | 航空システム通信隊勤務                           | 航空自衛隊第4術科学校第1教育部長      |
|    | 石戸谷圭介 （2等空佐） | 2016年08月01日 - 2018年0X月XX日                             | 中部航空警戒管制団司令部監理部長                 |                                       |
|    | 島田勝範 （2等空佐）   | 2018年 X月XX日 - 2020年 5月6日                              | 北部航空警戒管制団司令部防衛部長                 | 中部航空方面隊司令部防衛課長          |
| 末 | 影山貴司 （2等空佐）   | 2020年 5月7日 - 2021年6月30日                               | 航空自衛隊幹部学校勤務                           | 第56警戒隊長                          |